# Pakpattan (Distrikt)
Der Distrikt Pakpattan ist ein Verwaltungsdistrikt in Pakistan in der Provinz Punjab. Sitz der Distriktverwaltung ist die gleichnamige Stadt Pakpattan.
Der Distrikt hat eine Fläche von 2724 km² und nach der Volkszählung von 2017 1.823.687 Einwohner. Die Bevölkerungsdichte beträgt 669 Einwohner/km². Im Distrikt wird zur Mehrheit die Sprache Panjabi gesprochen.

## Lage
Der Distrikt befindet sich im Osten der Provinz Punjab, die sich im Westen von Pakistan befindet. Die Hauptstadt Pakpattan liegt etwa 169 km von Lahore und 205 km von Multan entfernt. Der Distrikt wird im Nordwesten von Sahiwal, im Norden vom Okara, im Südosten vom Satlej-Fluss und Bahawalnagar und im Südwesten vom Vehari begrenzt.

## Verwaltungsgliederung
Der Distrikt ist administrativ in zwei Tehsil unterteilt:
- Arifwala
- Pakpattan

## Demografie
Zwischen 1998 und 2017 wuchs die Bevölkerung um jährlich 1,85 %. Von der Bevölkerung leben ca. 16 % in städtischen Regionen und ca. 84 % in ländlichen Regionen. In 304.405 Haushalten leben 927.881 Männer, 895.656 Frauen und 150 Transgender, woraus sich ein Geschlechterverhältnis von 103,6 Männer pro 100 Frauen ergibt und damit einen für Pakistan häufigen Männerüberschuss. Die Alphabetisierungsrate in den Jahren 2014/15 bei der Bevölkerung über 10 Jahren liegt bei 51 % (Frauen: 40 %, Männer: 63 %) und liegt damit unter dem Durchschnitt der Provinz Punjab von 63 %.
| Jahr | Einwohnerzahl |
| ---- | ------------- |
| 1972 | 615.742       |
| 1981 | 843.623       |
| 1998 | 1.286.680     |
| 2017 | 1.823.687     |